# Rebecca Henderson (Leichtathletin)
Rebecca Henderson (* 4. Juli 2001 in Dandenong, Victoria) ist eine australische Geherin, Triathletin und Freiwasserschwimmerin.

## Leben
Rebecca Henderson wurde in Dandenong geboren und wuchs anschließend in Berwick, einem Stadtteil der Metropole Melbourne, auf. Bereits im Alter von 5 Jahren trat sie einem örtlichen Leichtathletikclub bei und startete zunächst in den Kurzsprints. Nach mäßigem Erfolg, wechselte sie bereits in der Altersklasse U9 zum Gehen und konnte bald bei regionalen Meisterschaften an den Start gehen. Etwa zur selben Zeit begann sie auch mit dem Schwimmen. 2015 wurde sie in ein Triathlon-Jugendprogramm des Staates Victoria aufgenommen. 2019 schloss sie das Berwick College ab seit 2020 studiert sie Biomedizin im Bachelor an der Monash University.
Henderson wird heute vom ehemaligen australischen Geher Simon Baker der an Weltmeisterschaften und Olympischen Spielen teilnahm, trainiert. Neben dem Gehen ist Henderson auch im Triathlon und Freiwasserschwimmen aktiv. So nahm sie 2018 an einem Wettkampf der ITU World Championship Series in Gold Coast teil und belegte unter anderem den vierten Platz bei den australischen Meisterschaften im Freiwasserschwimmen. 2022 erhielt sie ein Sportstipendium der Sport Australia Hall of Fame.

## Sportliche Laufbahn
Rebecca Henderson bestritt im Jahr 2014 erste nationale Meisterschaften im Gehen. Damals wurde sie australische U14-Meisterin über 3000 Meter. 2015 gewann sie in der Altersklasse U15 ebenfalls über 3000 Meter. Bei den australischen U20-Meisterschaften belegte sie über 10.000 Meter den achten Platz. 2016 wurde sie australische U18-Meisterin über 5000 Meter. 2017 steigerte sie sich über diese Distanz auf eine Zeit von 23:31,12 min. 2018 wurde sie erneut australische U18-Meisterin über 5000 Meter. Im Mai bestritt sie bei den Geher-Team-Weltmeisterschaften in Taicang ihren ersten Wettkampf außerhalb Australiens. Dort belegte sie über die 10-km-Distanz den 16. Platz. 2019 und 2020 konnte sie den U20-Wettkamof über 10 km bei den Ozeanischen Geher-Meisterschaften gewinnen. 2021 wurde sie australische Vizemeisterin über 10 km. Im selben Jahr trat sie in ihren ersten Wettkämpfen über die 20-km-Distanz an. Ihre erste Saisonbestleistung lag bei 1:31:53 h. Damit konnte sie als jüngste Teilnehmerin der Gehwettbewerbe bei den Olympischen Sommerspielen in Tokio an den Start gehen. Anfang August trat sie bei den Spielen an, bei denen die Wettbewerbe im Gehen in Sapporo ausgetragen wurden. Henderson erreichte auf dem 38. Platz das Ziel. 2022 trat sie im Juni bei den Ozeanienmeisterschaften in ihrer Heimat an, bei denen sie die Silbermedaille gewinnen konnte. Über 20 km steigerte sie sich auf eine Zeit von 1:31:44 h. Mitte Juli trat sie über diese Distanz bei den Weltmeisterschaften in Eugene an. Dort belegte sie den 20. Platz. Anfang August kam sie über 10.000 Meter bei den Commonwealth Games in Birmingham als vierte ins Ziel. Im Dezember bestritt sie bei den australischen Meisterschaften ihren ersten Wettkampf über die 35-km-Distanz und war auf Anhieb erfolgreich. 2023 lieb Henderson über 20 km erstmals unterhalb von 1:30:00 h. Ende Mai stellte sie 2:47:53 h einen neuen Ozeanienrekord über 35 km auf. Sie ist sowohl für die Weltmeisterschaften in Budapest, als auch die Olympischen Sommerspiele 2024 in Paris qualifiziert. Im August 2023 trat sie in Budapest bei den Weltmeisterschaften an, kam dort allerdings im Wettkampf über 20 km nicht über Platz 33 hinaus. Ein paar Tage später war sie auch für den Start über die 35 km gemeldet, ging aber nicht an den Start.
2022 wurde Henderson australische Meisterin im 35-km-Gehen.

## Wichtige Wettbewerbe
| Jahr                   | Veranstaltung           | Ort                    | Platz                  | Disziplin              | Weite                  |
| Startet für Australien | Startet für Australien  | Startet für Australien | Startet für Australien | Startet für Australien | Startet für Australien |
| ---------------------- | ----------------------- | ---------------------- | ---------------------- | ---------------------- | ---------------------- |
| 2021                   | Olympische Sommerspiele | Tokio                  | 38.                    | 20 km Gehen            | 1:38:21 h              |
| 2022                   | Ozeanienmeisterschaften | Mackay                 | 2.                     | 10.000 m Bahngehen     | 45:31,41 min           |
| 2022                   | Weltmeisterschaften     | Eugene                 | 20.                    | 20 km Gehen            | 1:34:38 h              |
| 2022                   | Commonwealth Games      | Birmingham             | 4.                     | 10.000 m Bahngehen     | 44:44,58 min           |
| 2023                   | Weltmeisterschaften     | Budapest               | 33.                    | 20 km Gehen            | 1:35:51 h              |
| 2023                   | Weltmeisterschaften     | Budapest               |                        | 35 km Gehen            | DNS                    |

## Persönliche Bestleistungen
Freiluft
- 5000-m-Bahngehen: 21:42,44 min, 26. Februar 2022, Melbourne
- 10.000-m-Bahngehen: 44:40,09 min, 30. März 2022, Sydney
- 20-km-Gehen: 1:28:43 h, 19. März 2023, Nomi
- 35-km-Gehen: 2:47:54 h, 21. Mai 2023, Melbourne, (Ozeanienrekord)